# Tonbridge Tigers
I Tonbridge Tigers sono stati una squadra di football americano di Tonbridge, in Gran Bretagna. Fondati nel 1986, hanno chiuso nel 1990.

## Dettaglio stagioni

### Tornei nazionali

#### BGFL Premiership
| Stagione | regular season | regular season | regular season | regular season | regular season | regular season | playoff | playoff | playoff | playoff | playoff | playoff   | playoff    |
|          | Vin            | Par            | Per            | Tot            | PF             | PS             | Vin     | Per     | Tot     | PF      | PS      | risultato | avversaria |
| -------- | -------------- | -------------- | -------------- | -------------- | -------------- | -------------- | ------- | ------- | ------- | ------- | ------- | --------- | ---------- |
| 1988     | 1              | 0              | 9              | 10             | 108            | 377            | -       | -       | -       | -       | -       | -         | -          |
| Totale   | 1              | 0              | 9              | 10             | 108            | 377            | -       | -       | -       | -       | -       |           |            |

Fonti: Enciclopedia del Football - A cura di Roberto Mezzetti

### Tornei locali

#### Capital League
| Stagione | regular season | regular season | regular season | regular season | regular season | regular season | playoff | playoff | playoff | playoff | playoff | playoff   | playoff    |
|          | Vin            | Par            | Per            | Tot            | PF             | PS             | Vin     | Per     | Tot     | PF      | PS      | risultato | avversaria |
| -------- | -------------- | -------------- | -------------- | -------------- | -------------- | -------------- | ------- | ------- | ------- | ------- | ------- | --------- | ---------- |
| 1987     | 2              | 0              | 8              | 10             | 88             | 276            | -       | -       | -       | -       | -       | -         | -          |
| Totale   | 2              | 0              | 8              | 10             | 88             | 276            | -       | -       | -       | -       | -       |           |            |

Fonti: Enciclopedia del Football - A cura di Roberto Mezzetti